# Stenhomalus taoi
Stenhomalus taoi là một loài bọ cánh cứng trong họ Cerambycidae.